# علاء ثابت

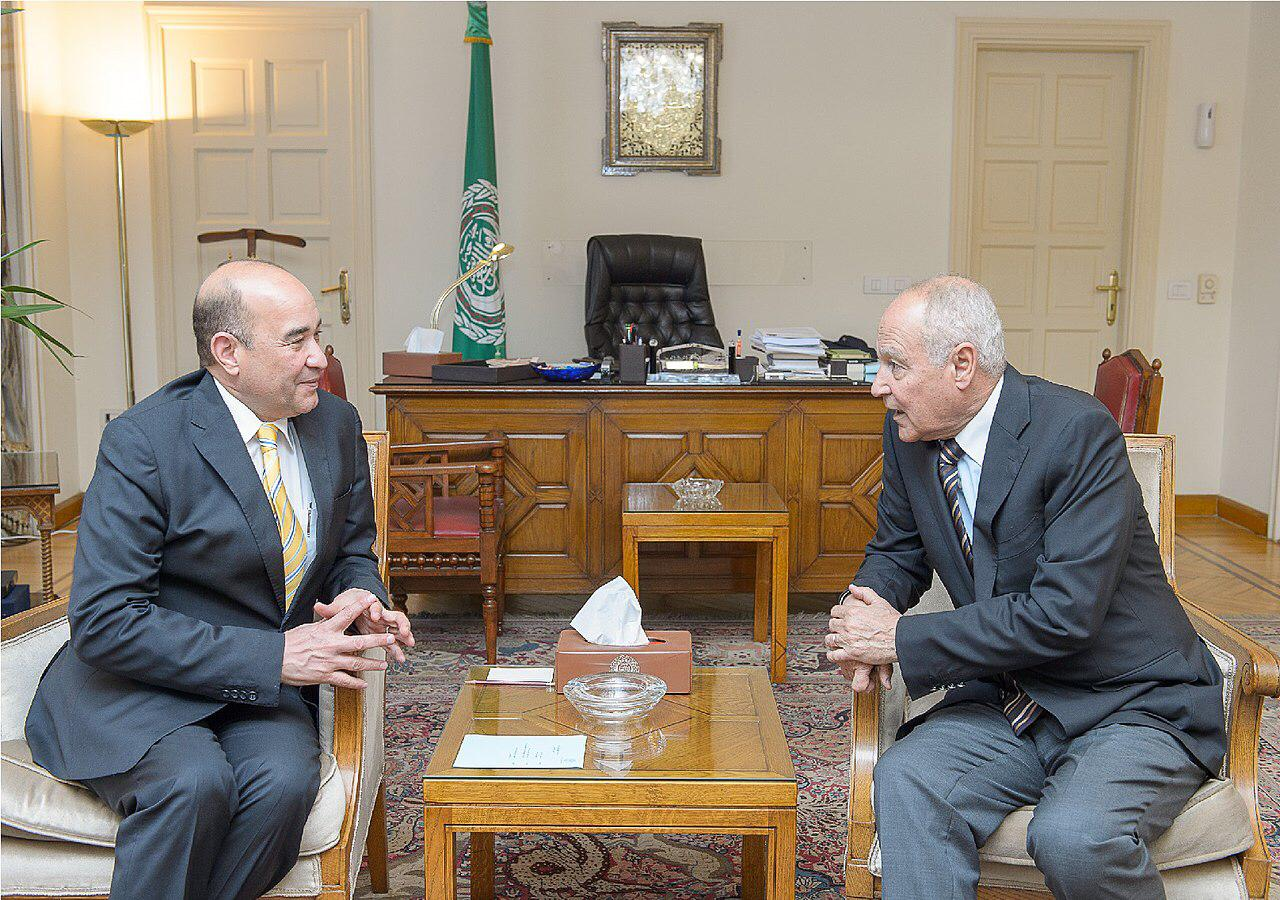
علاء ثابت مع الأمين العام لجامعة الدول العربية احمد أبو الغيط

علاء ثابت هو كاتب صحفي ومحاضر معتمد في مجال الصحافة، عضو الهيئة التأسيسية لـحزب الوعي، يشغل حالياً منصب وكيل الهيئة الوطنية للصحافة في مصر. كان يشغل سابقاً منصب رئيس تحرير جريدة الأهرام من مايو 2017 وحتي إبرايل 2024، وعضو في مجلس إدارة مؤسسة الأهرام من يونيو 2014 وحتي ابريل 2024.
تمتد خبرته الصحفية على مدار سنوات طويلة، حيث قدم العديد من المساهمات في الصحافة المصرية من خلال عمله في جريدة الأهرام، أحد أبرز الصحف المصرية والعربية. يعتبر ثابت من الشخصيات البارزة في مجال الإعلام والصحافة في مصر، وله تأثير كبير في تطوير الصحافة المصرية من خلال مسيرته المهنية. 

## حياته الدراسية
حصل على ليسانس صحافة وإعلام جامعة الأزهر عام 1988، وكان ترتيبه الخامس على دفعته، ثم دبلوم السياسة الدولية من كلية الاقتصاد والعلوم السياسية جامعة القاهرة 1992، حصل على دبلومة الدراسات المتقدمة في الولايات المتحدة الأمريكية عام 2006 حول الإدارة الصحفية والتحريرية. وشارك في عدد من المؤتمرات الهامة حول العالم ومنها في كندا وتركيا وأمريكا واليابان والإمارات وغيرها.

## مسيرته المهنية
عمل بعد تخرجه محررًا صحفيًا بجريدة النور عام 1988، ثم محررًا صحفيًا في جريدة الوطن الكويتية بمكتبها في القاهرة عام 1989، ومحررًا صحفيًا بمجلة مكتب القاهرة عام 1990، ثم محررًا صحفيًا ومراسل شؤون التعليم لصحيفتي الخليج الإماراتية و القبس الكويتية عام 1991. انتقل بعدها لمؤسسة الأهرام المصرية حيث عمل محررًا صحفيًا عام 1991، وكان من ضمن المشاركين في تقرير الأهرام الاستراتيجي لسنوات طويلة وكراسات الأهرام الاستراتيجية، ورئيس قسم التعليم والمشرف على بريد القراء بجريدة الأهرام المسائي عام 1994، ثم عضو الدسك المركزي بالأهرام المسائي عام 1998، ونائب مدير تحرير الأهرام المسائي عام 2004، ومساعد رئيس تحرير الأهرام المسائي نسخة محفوظة 24 أبريل 2010 على موقع واي باك مشين. عام 2007. تولى رئاسة تحرير الأهرام المسائي في الفترة من إبريل 2011 حتى أغسطس 2012، ومن 28 يونيو 2014 وحتى 31 مايو 2017، لينتقل بعدها لرئاسة تحرير جريدة الأهرام المصرية حتي إبريل 2024، ثم وكيل الهيئة الوطنية للصحافة من نوفمبر 2024.

## العمل النقابي
على مدار 8 سنوات كان عضوًا بالمجلس عبر دورتين شغل منصب وكيل نقابة الصحفيين ورئيسًا لهيئة التأديب وعضو لجنة القيد حيث قدم فترة ناجحة في العمل النقابي، رأس بعض اللجان وهي: لجان الإسكان والمعاشات والثقافة، وغيرها من الأنشطة، وفي أزمة اقتحام مقر نقابة الصحفيين من قبل أفراد الأمن، وإلقاء القبض على الصحفيين عمرو بدر ومحمود السقا، أصدر ثابت بيانا مطالبا فيه الحكومة بالإسراع في تصحيح خطأ اقتحام مبنى النقابة نسخة محفوظة 26 يونيو 2018 على موقع واي باك مشين.، مؤكدا أنها مسئوليتها التي يجب أن تتحملها بسعة أفق وقدرة على تصويب الخطأ، وقد أعلن دعمه لجبهة «تصحيح المسار».. وجاء نص البيان كالتالي:

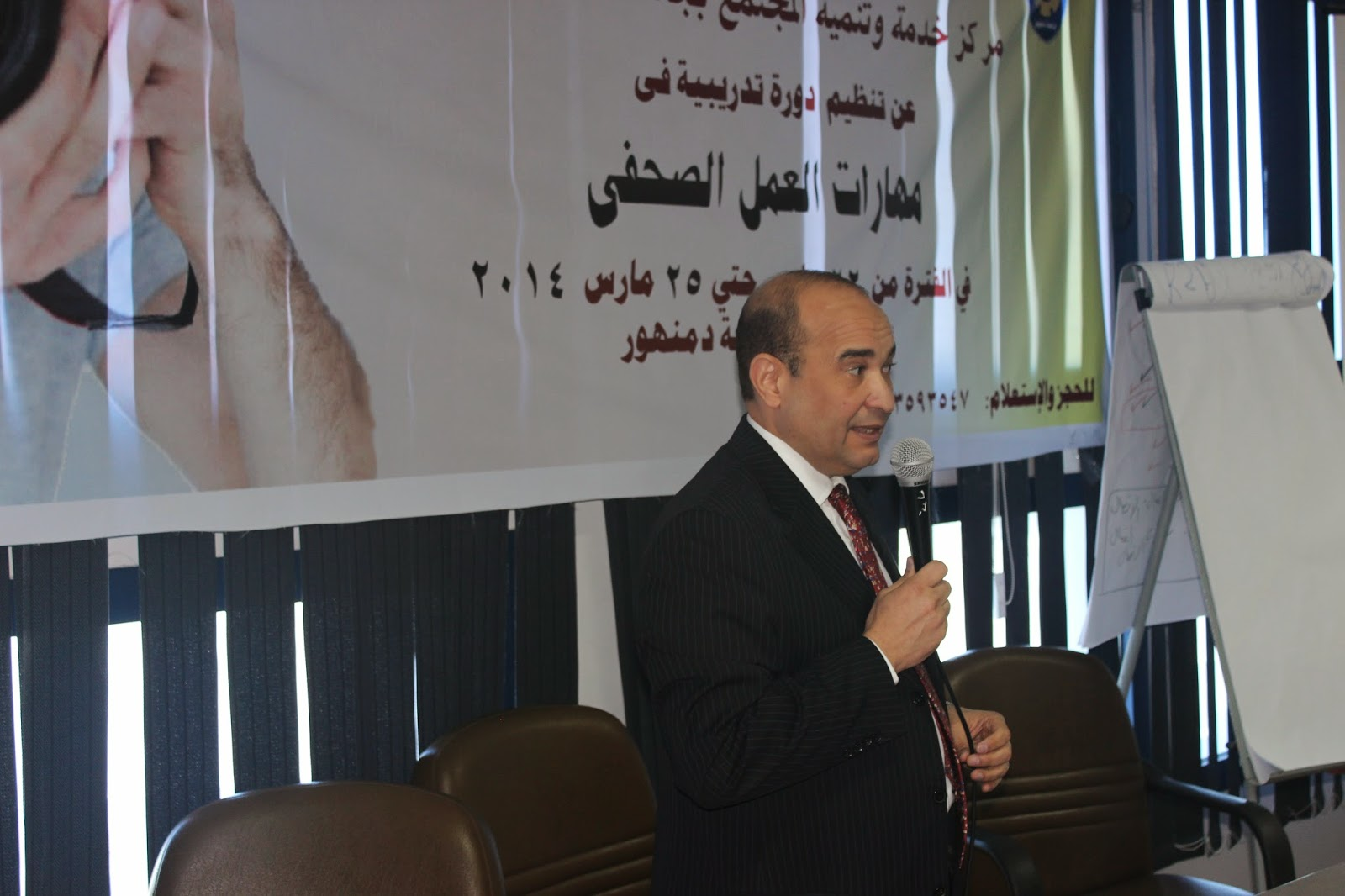
أثناء إلقاء محاضرة تحت عنوان «المعايير المهنية والأخلاقية في العمل الصحفي» بجامعة بنها

«نعم نغضب.. دون المساس بكيان الدولة.. من حق الصحفيين أن يغضبوا لاقتحام نقابتهم، والمطالبة بمحاسبة المسئولين عن هذا الانتهاك، الذي حدث لأول مرة منذ تأسيس النقابة، والدعوة إلى عقد جمعية عمومية طارئة في شأن يمس جموع الصحفيين، ليكونوا حائط الصد أمام أي انتهاك وتجاوز للقانون والأعراف، لكن ينبغي الحذر من محاولات استغلال غضبة الصحفيين، وتوظيفها في مآرب أخرى، فجماعة الإخوان وبعض الفوضويين يسعون إلى تقويض الدولة، واستثمار أي خطأ من أجهزتها في هذا الاتجاه الذي لا يرضاه جموع الصحفيين. الحكومة مطالبة بالإسراع في تصحيح خطأ اقتحام مبنى النقابة، فهذه مسئوليتها التي يجب أن تتحملها بسعة أفق وقدرة على تصويب الخطأ، وإلّا كانت غير كفؤة في إدارة مؤسساتها، كما أن نقابة الصحفيين مطالبة بوضع الخطأ في نصابه، وإدارة الأزمة بأفق مفتوح، يصوب الخطأ دون المساس بكيان الدولة، أو إعطاء فرصة للمتربصين بتوظيفه في غير صالح الصحفيين والصالح العام».
وقد ترجمت كتاباته مواقفه المعلنة، حيث كتب عددًا من المقالات حول الإطار السليم لدفع العمل النقابي للأمام وكان أحد تلك المقالات مقاله «صوت الحرية» قدم فيه حلولًا لأزمة الصحفيين، حيث أكد علي ضرورة تكاتف جهود نقيب الصحفيين، وأعضاء المجلس للعمل علي وحدة الصف الصحفي، والتمسك بالقيم النقابية، وشدد على أن الجماعة الصحفية في حاجة ماسة إلي ثورة أخلاقية تعمل على استعادة روح الصحفيين وأخلاقهم وسماحتهم وتماسكهم الاجتماعي.
وقد قرر عدم الترشح لدورة ثالثة خلال انتخابات النقابة (مارس 2017)، وأصدر بيانًا رسميًا يوضح فيه أهمية احترام قيمة التًغيير، وإعطاء الفرصة لوجوه جديدة تتقدم لمواصلة مسيرة العطاء للنقابة والمهنة، وأكد أن هذا القرار يأتى ترسيخًا لمجموعة من القيم التي تسعى إليها الجماعة الصحفية، مقرا بأن الجميع في حاجة لقيم الإيثار ونقل الخبرات للأجيال الجديدة، وكذا إعلاء قيم المهنية والزمالة على ما عداها من قيم معاكسة تعرقل مسار المهنة.

### الصراع مع نقيب الصيادلة[11]
رغم اتخاذ ثابت قرارًا بالابتعاد عن العمل النقابى، إلا أنه في أزمة الصحفيين مع نقيب الصيادلة  تقدم بمذكره رسمية إلى عبد المحسن سلامة رئيس مجلس إدارة مؤسسة الأهرام نسخة محفوظة 14 نوفمبر 2019 على موقع واي باك مشين.، طالب فيها بإبعاد نقيب الصيادلة الموقوف محيي عبيد، من تشكيل مجلس أمناء جامعة الأهرام الكندية، وجاء نص الطلب الذي تقدم به كالتالي: 
"تضامنًا مع الصحفيين المعتدى عليهم من قبل نقيب الصيادلة الموقوف، وبصرف النظر عما ستؤول إليه نتيجة التحقيقات القانونية معه، أرى أنه لم يعد من المناسب الإبقاء على عضو بهذه المواصفات، ضمن تشكيل مجلس أمناء جامعة الأهرام الكندية.

أتصور أن تكون تلك الخطوة بادرة لتشجيع كل المؤسسات الصحفية لاتخاذ مواقف مماثلة ضد كل من يتطاول على الأسرة الصحفية بما من شأنه أن يشكل حائط صد أمام الهجمات التي تستهدف الصحفيين من قِبَل من لا يعرفون قيمة تلك المهنة والأعباء التي يتحملها العاملون فيها، وبما يحفظ في النهاية للأهرام مواقع الريادة في الدفاع عن الصحفيين وكرامتهم".

### الاهتمام بذوي الاحتياجات الخاصة[14]
أطلق ثابت أول وحدة متخصصة تعني بدعم المشاركة السياسية للمصريين من ذوي الإعاقة السمعية في الانتخابات الرئاسية 2018، وذلك من خلال تقديم التيسيرات اللازمة لهم، من ترجمات إلى لغة الإشارة، بدءً من أماكن مراكز الاقتراع المحددة لهم، والتواصل معهم طوال أيام الانتخابات الثلاثة، عبر نقاط محددة في مكاتب الجريدة بالمحافظات، لتذليل كافة الصعاب التي تواجههم بالتنسيق مع الجهات الرسمية المعنية بالعملية الانتخابية، وجاءت هذه الخطوة في إطار الاهتمام بتقديم الخدمات التثقيفية والتوعوية للمواطن المصري، وتعريفه بحقوقه الدستورية، وتفعيل مفهوم المشاركة السياسية كحق أصيل وواجب وطني، إضافة إلى تحديث مضمون الرسالة الصحفية بما يتناسب مع ظروف واحتياجات مختلف شرائح الشعب المصري.
كما وافق علاء ثابت على رعاية صحيفة «الأهرام» للبطل اللبنانى مايكل حداد سفير الأمم المتحدة للتغير المناخى في رحلته إلى القطب الشمالى وسيره مسافة 100 كيلو متر للتحذير من مخاطر التغيرات المناخية.

## الهيئة الوطنية للصحافة

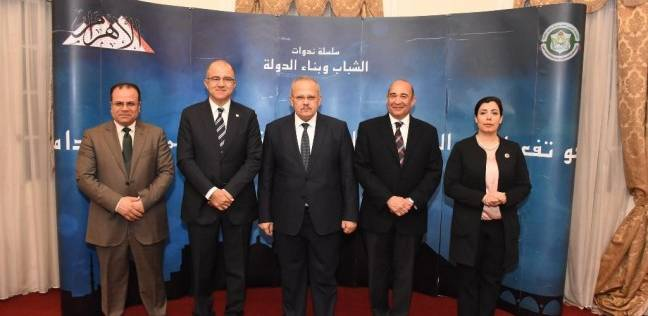
جامعة القاهرة مؤتمر "بناء الدولة والشباب .. نحو تفعيل دور الشباب في اطار استراتيجية التنمية المستدامة .. رؤية مصر 2030"

تم اختياره عضوًا بـالهيئة الوطنية للصحافة حيث حلف اليمن أمام مجلس النواب 11 أبريل 2017، وكان أول تصريح له أن اختياره تكليف جديد من الدولة،  وجاء ممهورًا بتوقيع الرئيس عبدالفتاح السيسي، وأضاف:
«الهيئة تضع اللوائح والقوانين، والخطط المتعلقة بمستقبل الصحافة القومية، ومن التحديات التي تواجهها إصلاح المؤسسات والصحف ماليًا وإداريًا، وهناك مقترحات لضمان عودتها إلى عصرها الذهبي، عندما كانت رقم واحد في المنطقة العربية».
استقال من الهيئة الوطنية للصحافة[وصلة مكسورة]  31 مايو 2017 بعد اختياره في التغييرات الصحفية الأخيرة لمجالس إدارة وتحرير الصحف القومية حيث يمنع القانون الجمع بين عضوية الهيئة وتقلد مناصب رئاسة الإدارة أو التحرير في المؤسسات القومية.

## مؤلفاته

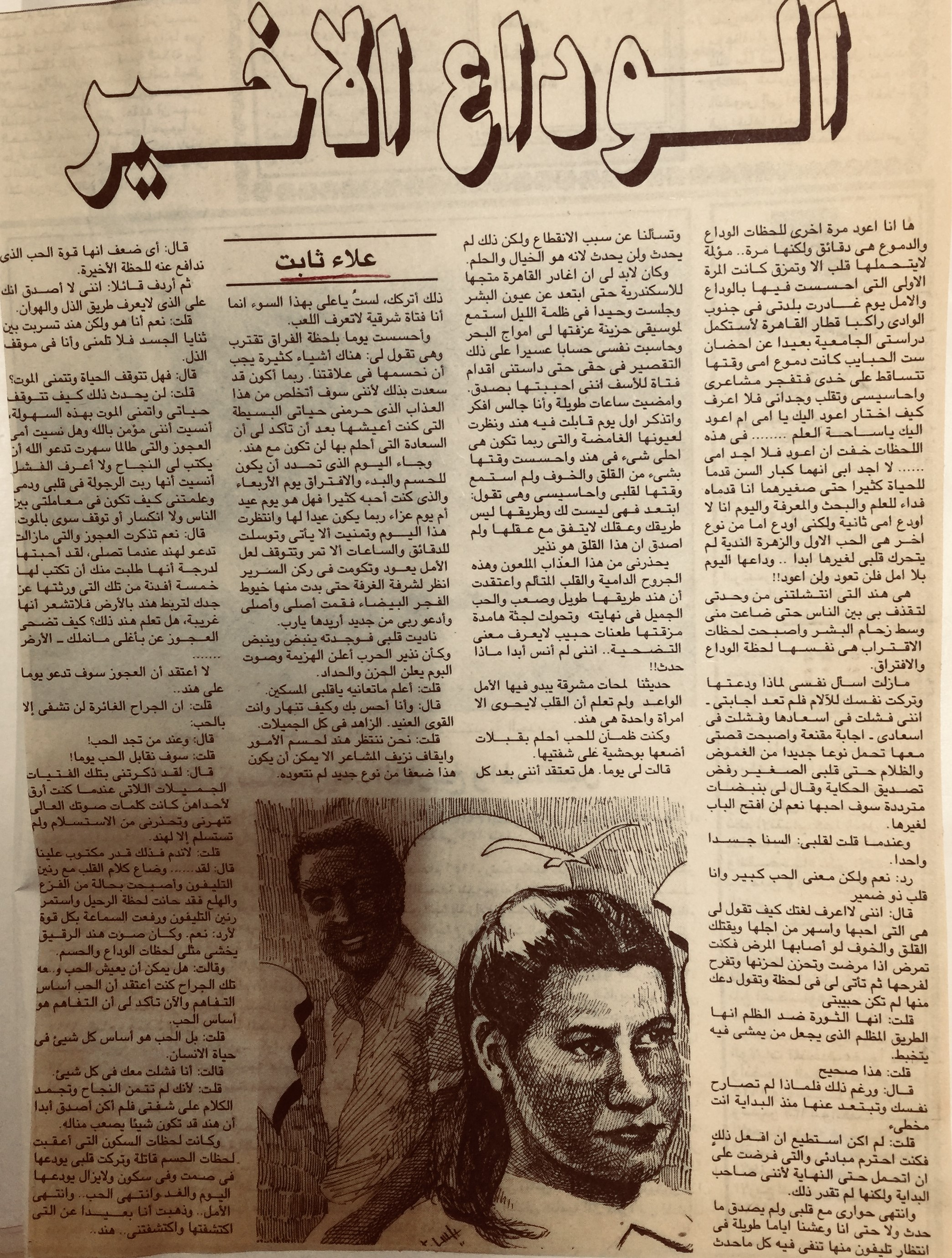
قصة الوداع الأخير للكتاب علاء ثابت

### أعمال للتليفزيون المصري
- مسلسل قصص الأنبياء بالصلصال[18]

المسلسل الذي قامت بإخراجه الدكتورة زينب زمزم  تناولت العديد من الجوانب الإنسانية في حياة الأنبياء والرسل، وقدمت نموذجًا مختلفًا في تناول العلاقات الإنسانية التي أرسى قواعدها النبي محمد، وهي مجموعة الأفلام التي كانت سببًا في حصوله على جائزة مهرجان الإذاعة والتليفزيون بالقاهرة و3 جوائز عالمية من الهند وجائزة مهرجان بكين ومركز حوار الأديان بتكساس في الولايات المتحدة الأمريكية، واستكمالا لنجاح السلسلة الأولي استأنف ثابت العمل بسلسلة جديدة تحت عنوان «المبشرون بالجنة» حيث يتناول العمل حياة ومواقف أبي بكر الصديق وعمر بن الخطاب وعثمان بن عفان وعلي بن أبي طالب وسعد بن أبي وقاص وغيرهم، وذلك بتبسيط وعمق يناسب الأطفال.
- فيلم الرسوم المتحركة "نبى الرحمة"[20]

انتهى من كتابته عام 2015، لكنه لم ير النور لأسباب إنتاجية، ويتناول الفيلم الجانب الإنساني في حياة الرسول، في إطار الجهود المبذولة لتصحيح المفاهيم الخاطئة عن الرسول بصفة خاصة وعن الدين الإسلامي بوجه عام، ويخاطب فيه عقول الكبار والأطفال.

### المؤلفات الصحفية
كتاب «التعليم العالي في مصر»
قدم فيه مراجعات لسياسات التعليم العالي في مصر ووضع فيه خبراته في مجال التعليم وقد تم تكريمه في هذا الصدد من أكثر من جهة ومنها جامعة عين شمس عام 1997 لنشاطه في قضية محو الأمية.
- كتاب «وزارة التعليم العالي»

جزء من سلسلة من الكتب الصادرة عن مركز الدراسات السياسية والاستراتيجية بالأهرام منها وهو جزء من سلسلة فحص التطور المؤسسي والوظيفي للوزارات المصرية، حيث يبحث الكتاب في معضلة كيف يمكن خلق مركزية مرنة تسمح بالاستجابة لمتغيرات المجتمع المدني والتفاعل بإيجابية مع المتغيرات الخارجية وفي نفس الوقت تسمح بالقيام بوظائفها الأساسية باعتبارها بنت مجتمع يتسم بندرة الموارد وضعف الاستهلاك والفقر، وتهدف هذه السلسلة إلى فتح حوار واسع بين قوى المجتمع من أجل إقامة آلية صحيحة لصياغة السياسات العامة في مصر.

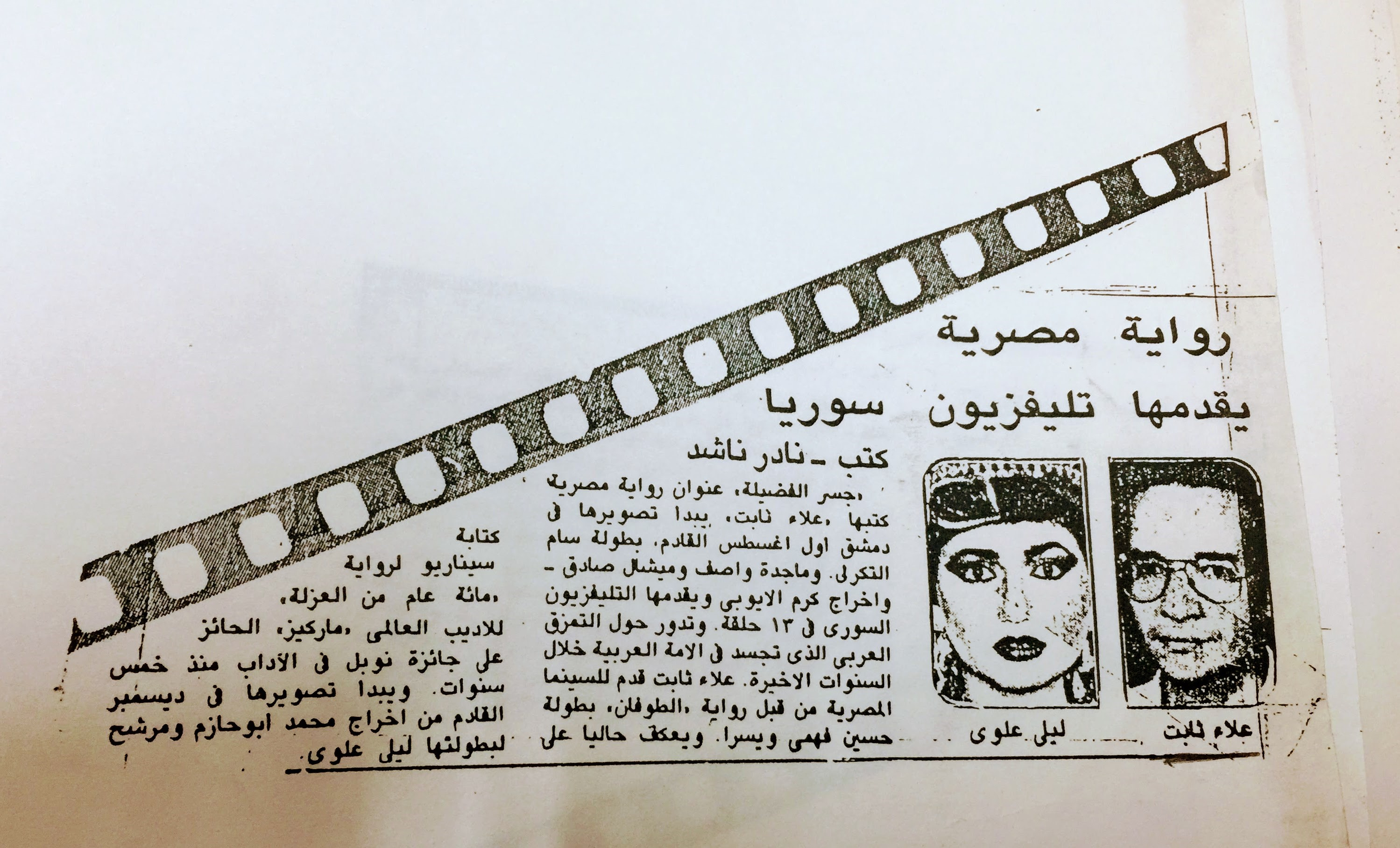
رواية "جسر الفضيلة" للكاتب علاء ثابت

له العديد من الأعمال الأدبية منها المجموعة القصصية «الوداع الأخير»، ورواية بعنوان «جسر الفضيلة» التي حولت إلى مسلسل تليفزيوني في سوريا، ورواية بعنوان «صرخة في وجه الطوفان» التي فازت بجائزة الإبداع الأدبي حيث كانت أول رواية تتعرض لأزمة الخليج وتم تحويلها فيلم سينمائي بطولة حسين فهمي ويسرا وإيمان الطوخي والمنتصر بالله، وقد تم نشرها بإحدى الصحف القبرصية كما ترجمت للإنجليزية والفرنسية، وغيرها من الأعمال الأدبية.

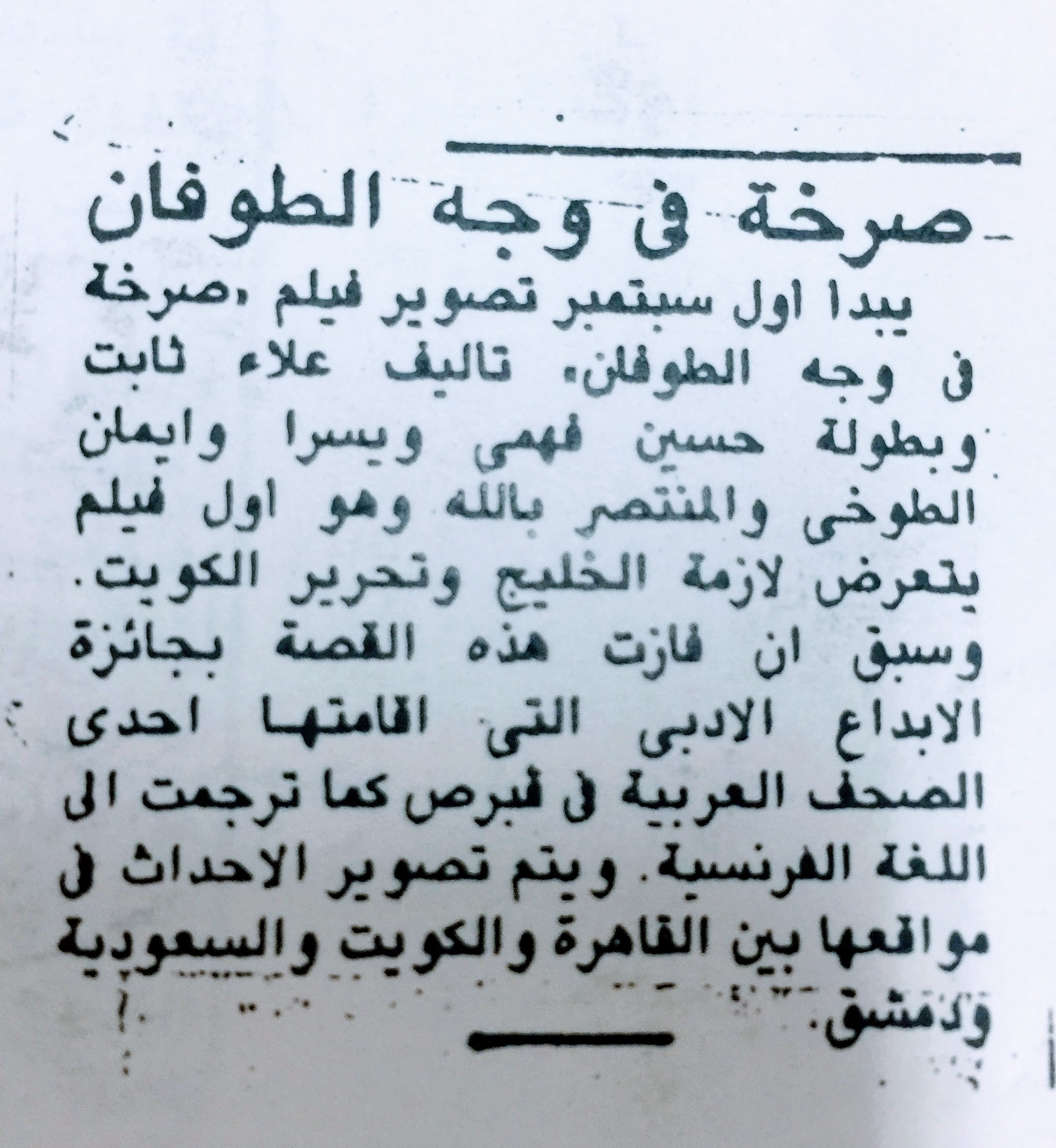
فيلم "صرخة في وجه الطوفان" للكاتب علاء ثابت

## المقالات
ترجمت كتاباته مواقفه المعلنة، أبرزها على سبيل المثال: «مسئوليات الإعلام في معركة الإرهاب نسخة محفوظة 7 أغسطس 2018 على موقع واي باك مشين.»  حيث أشار في مقاله للعمليات الإرهابية التي تستهدف مواطنين عاديين في الكنيسة أو في الشارع أو في أي مكان يتردد عليه مواطنون، وأجاب عن سؤال: ماذا يستهدف الإرهاب من القتل الجماعي العشوائي؟ حيث أوضح أن عمليات القتل الجماعي الوحشية هدفها إثارة الرعب، لتتفشى حالة من الفزع العام، تهز ثقة الشعب في نفسه وفي دولته، وهو ما يؤدي إلى حالة من الفوضى والانهيار العام، ومقال «هيومان رايتس.. والأشياء التي لا تصدق» والذي تحدث فيه عن تقرير نشرته منظمة «هيومان رايتس ووتش» عن مصر تحت عنوان «هنا نفعل أشياء لا تصدق»، حيث وصف التقرير أنه تم صبغته بطريقة لا يمكن تصديق أنه خرج عن مؤسسة تدعي أنها تعمل لحماية حقوق الإنسان، وأنها تقف إلى جوار الضحايا، حيث أوضح أن التقرير كُتب سياسيًا، وتم تدعيمه بادعاءات تتعلق بالتعذيب في مصر، والباحثون يعرفون جيدًا الفرق بين أن تكتب ما تريد من وجهات نظر وأحكام، ثم تبحث لها عما يدعمها فإن لم تجده اختلقته، وبين أن تكون المعلومات المؤكدة، خاصة في مجال حقوق الإنسان، هي نقطة المنطلق والهدف الرئيسي، واستطرد أن التقرير، كما كل تقارير المنظمة عن مصر، يخلط بين السياسة والعمل الحقوقي. فثلث التقرير على الأقل عبارة عن ورقة سياسية لا تحتاج لأكثر من محرر لديه انحياز سياسي، وتصور نمطي سلبي عن الأوضاع في مصر، ولا يريد سوى استهدافها.
أما في مقاله «فوضى الفتاوى.. وتجديد الخطاب الديني» والذي طرح فيه سؤال: ألا يمكن أن نجعل من تلك الفوضى وهذا الانفلات أمرًا «خلاقا»؟ بمعنى آخر ألا يمكن أن يكون لفوضى الفتاوى تلك أي فائدة ما دامت قد باتت قدرًا لا يمكن الفكاك منه؟ ألا يمكن أن يكون لتلك الفوضى علاقة بتجديد الخطاب الديني؟ وتنقية التراث من روافد تلك الفتاوى، وأكد في مقاله أن ما قال به مطلقو تلك الفتاوى الشاذة هو مجرد نقل من كتب تراثية يعج بها التراث الإسلامي، تماما كما يفعل الدواعش ومن يدور في فلكهم.
له مقالات أخرى تحدث فيها عن الاقتصاد المصري وما يواجهه من تحديات ومنها مقال: «الإصلاح الاقتصادي.. الممكن والضروري نسخة محفوظة 27 أبريل 2018 على موقع واي باك مشين.» الذي تحدث فيه عن ضرورة تدخل الدولة لطمأنة المنتجين، لتتحرك عجلة الاقتصاد التي أربكتها أزمة الدولار وما صاحبها من شائعات الظروف الاقتصادية الاستثنائية، وناشد فيها البنوك الوطنية لتكون أهم روافع الاقتصاد، بما لديها من أرصدة مالية، يمكن ضخها لإنعاش السوق، وتحريك عجلة الاقتصاد بشكل مدروس.
ومقال «الجارديان.. والرفق بالإرهاب!» والذي تحدث فيه عن موقف صحيفة «الجارديان» البريطانية بحكم المقر والقطرية بحكم الامتلاك والسياسة التحريرية، من العملية الإرهابية في قرية الروضة ببئر العبد في نوفمبر2017، حيث أصرت الجريدة على عدم وصف من قاموا بالعملية الإرهابية بأنهم إرهابيون، مفضلة استخدام تعبير مسلحين، وإلى جانب ادعائها بأن الأهداف التي ضربتها القوات المسلحة لهؤلاء الإرهابيين كان اختيارها عشوائيًا، وكأنها هي من يعرف بدقة أين يقيم الإرهابيون، في الوقت الذي لم تطأ قدم محررها تلك المنطقة.

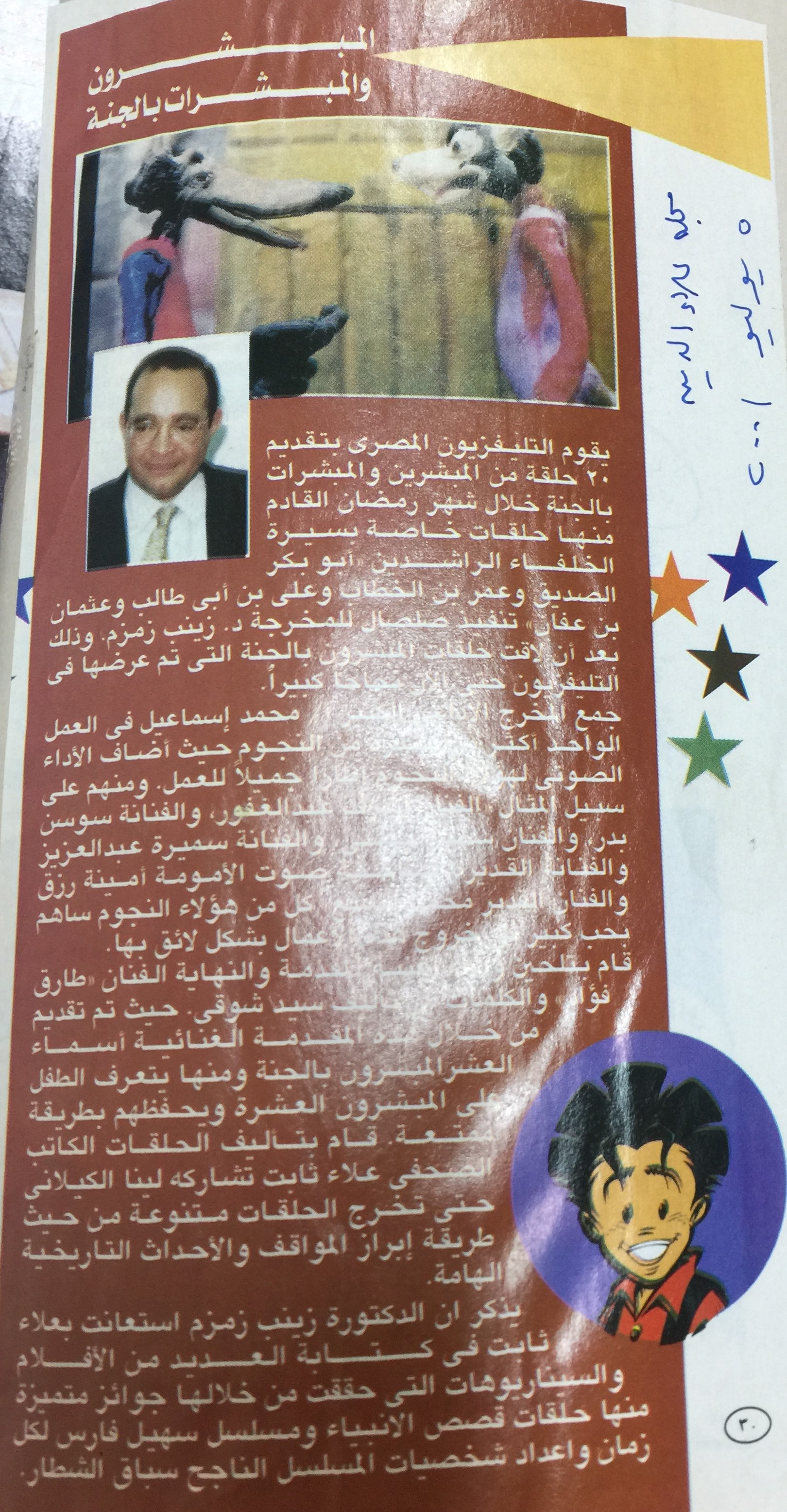
حلقات مسلسل "المبشرون والمبشرات بالجنة" للكاتب علاء ثابت والمخرجة د.زينب زمزم

وقد هاجم قرار الرئيس الأمريكي دونالد ترامب الذي اعترف فيه بـ القدس عاصمة لـ إسرائيل ونقل سفارة بلده إليها وقال في مقاله تحت عنوان: «ترامب وتفجير المنطقة» إن قرار ترامب الاعتراف بـ القدس عاصمة لـ إسرائيل هو عصف بكل الاعتبارات وتحد سافر للنظام الدولى، ويتصور ترامب أنه قد يجعل منه ملكًا متوجًا يتحكم في مصير العالم، ويؤكد صورته لدى الداخل الأمريكى باعتباره الرجل القوي الذي سيعيد الولايات المتحدة لقيادة العالم منفردة مهما تكن التحديات. ويصف تلك الخطوة بأنها ربما يكون ذلك مكسبًا لحظيا لـ ترامب، ولكن المعركة لم تنته بعد، وما عليه إلا أن يتذكر أن أحد أسلافه (بوش) تنكر لكل اعتبارات الشرعية الدولية ولم يستمع لنصائح قادة المنطقة واحتل العراق، فماذا كانت النتيجة؟ وهل يمثل قراره بشأن القدس إعلاء لشعاره «أمريكا أولا»، وعدم استعداده لتحميل أمريكا تكلفة التعامل مع مشكلات العالم من حل الصراعات إلى المحافظة على البيئة، أم أنه توريط للولايات المتحدة كما لم يحدث من قبل في أهم صراعات الشرق الأوسط وأعقدها، وهو الصراع العربي ــ الإسرائيلي لا لشيء إلا لإرضاء صديقه بنيامين نيتانياهو؟ وإذا سألت كل الخبراء في الشأن الأمريكي عن المصلحة المباشرة التي ستجنيها الولايات المتحدة من قرار الاعتراف بالقدس عاصمة لإسرائيل فلن تجد إجابة شافية. وسيبقى الأمر المؤكد هو أن الرابح من ذلك القرار هو إسرائيل ومن قبلها نيتانياهو الذي سيتحول إلى بطل قومي لدى الإسرائيليين".
ويستكمل رؤيته للقضية في مقال تحت عنوان: «المزايدات باسم القدس!» «لا تنظر مصر للقضية الفلسطينية باعتبارها قضية تخص الفلسطينيين وحدهم، بل إنها قضية مصرية استوجبت خوض الحروب بدء من حرب عام 1948 وحتى حرب السادس من أكتوبر 1973 وهي الحروب التي كلفت مصر اقتصاديًا الكثير بل إن تداعيات تلك التكلفة ما زالت قائمة حتى يومنا هذا. ورغم توقيع مصر اتفاقية سلام مع إسرائيل فإن دورها واهتمامها بـ القضية الفلسطينية لم يتغير ولم ينقطع، فمنذ اللحظة الأولى للبدء في عملية السلام مع إسرائيل كان الرئيس السادات واضحًا في خطابه بـ الكنيست الإسرائيلى في التأكيد على ضرورة إقامة الدولة الفلسطينية. لقد خط السادات في ذلك الخطاب الموقف المصرى بقوله «إننى لم أجئ إليكم لكي أعقد اتفاقًا منفردًا بين مصر وإسرائيل، ليس هذا واردًا في سياسة مصر فليست المشكلة هي مصر وإسرائيل .. حتى لو تحقق السلام بين دول المواجهة كلها وإسرائيل بغير حل عادل للمشكلة الفلسطينية، فإن ذلك لن يحقق أبدًا السلام الدائم العادل الذي يلح العالم كله اليوم عليه».
وعن مسألة المشاركة في الانتخابات الرئاسية المصرية كتب مقالاً تحت عنوان: «المشاركة.. حين تصبح فرض عين» أوضح فيها أنه لابد من التأكيد على أمرين أساسيين، الأول أن المشاركة في الانتخابات المقبلة والدعوة أو حث المواطنين على ذلك لم تعد فرض كفاية بل إنها فرض عين، على اعتبار أنها مشاركة من أجل مصر الدولة وحماية لمسيرتها نحو التحول الديمقراطي والتنمية الاقتصادية بعيدًا عن الاعتبارات الانتخابية الضيقة، والأمر الثاني أنه إذا كانت المعارضة قد أهدرت فرصة المنافسة على الرئاسة، فإن الوقت ما زال أمامها كي لا تهدر فرصة جديدة وذلك بعودتها عن قرار الدعوة إلى المقاطعة، وتبني فكرة المشاركة الإيجابية في الانتخابات بصرف النظر عن الرغبة التي سيعبر عنها المشاركون أمام صندوق الانتخابات.

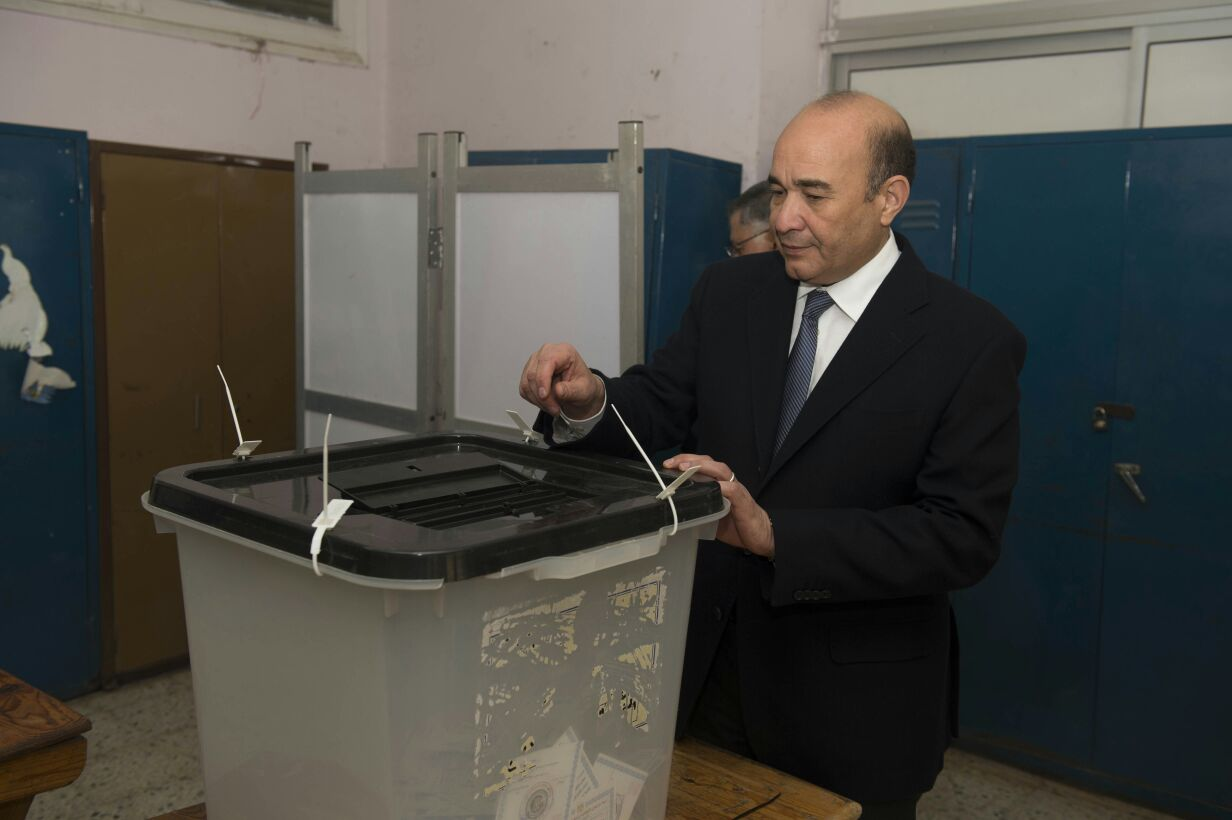
أثناء الإدلاء بصوته في الانتخابات الرئاسية مارس 2018

كما أبرز اهتمامه بقضايا التعليم على مدار سنوات عمله في الصحافة حتى إن جامعة عين شمس كرمته لنشاطه في مجال محو الأمية في 30 مارس 1997، وكان مدافعًا عن حقوق الطلبة ووسائل تطوير المعلمين وتطويع أدواتهم بما يصب في مصلحة الطلبة على صفحات جريدة الأهرام المسائي التي رصد فيها كل أخبار التعليم ووضع حلولاً لعدد من الأزمات التعليمية التي تطفو على السطح، إضافة إلى قضايا التعليم العالي بداية من التحديات التي تواجه أولياء الأمور في اختيار الجامعة المناسبة لأبنائهم إلى قضايا هذا القطاع تحديدًا من أساتذة جامعة ومعيدين وطريق اختيار الأكفأ، وكان ثابت أول من أثار قضية التعليم الخاص سواء في مراحل التعليم المختلفة بداية من التعليم الأساسي إلى المعاهد والجامعات وضرورة أن تتحرك وزارة التعليم لاتخاذ الإجراءات اللازمة لوضع صيغة للإشراف عليها بشكل أو بآخر، هذا بالإضافة إلى قضايا البحث العلمي في مصر الذي يعتبره العمود الأساسي في حل الكثير من المشكلات الموجودة في كل بلد بل ووضعها على الخريطة العالمية في مجال التكنولوجيا والصناعات المتقدمة.
وحرص ثابت على إثارة قضايا التعليم والاهتمام بها، بل ووضع عددًا من الحلول للحفاظ على مستقبل التعليم وقيمه في مصر تأكيدًا منه بأن نهضة الأمم لن تقوم دون إصلاح لمنظومة التعليم والاستفادة من العلم والعلماء في حل كل المشكلات التي تواجه مستقبل الوطن ومنها على سبيل المثال: «سماسرة نتائج الثانوية العامة نسخة محفوظة 27 أبريل 2018 على موقع واي باك مشين.»، التي أثار فيها قضية بيع وزارة التربية والتعليم لنتائج امتحانات الثانوية العامة حيث اعتبره سلوكًا غير مقبول من الوزارة التربوية، لا يراعي الحالة النفسية للطلاب وأولياء الأمور، بل يزيد من توترهم وابتزازهم، وكأنها تستكمل مأساة تسريب الامتحانات التي ألحقت بالعملية التعليمية والقائمين عليها الكثير من الأذى، وأفقدتهم الكثير من الاحترام والثقة. وفي مقالة «المستقبل.. أو وزير التعليم نسخة محفوظة 27 أبريل 2018 على موقع واي باك مشين.!» التي أثار فيها قضية تسريب أسئلة ونماذج إجابة امتحانات الثانوية العامة وما يترتب عليها من تداعيات كثيرة وخطيرة، تنسف المنظومة التعليمية، وتسقط قيمة الاجتهاد والرغبة في التفوق والتحصيل، وتستبدل هذه القيم المهمة والضرورية لبناء الوطن وتقدمه بمجموعة قيم هدامة، تجعل من الغش والفساد وسيلتين وحيدتين للترقي وتحقيق الأهداف .. وغيرها من المقالات المتاحة على الموقع الرسمي لــ جريدة الأهرام.

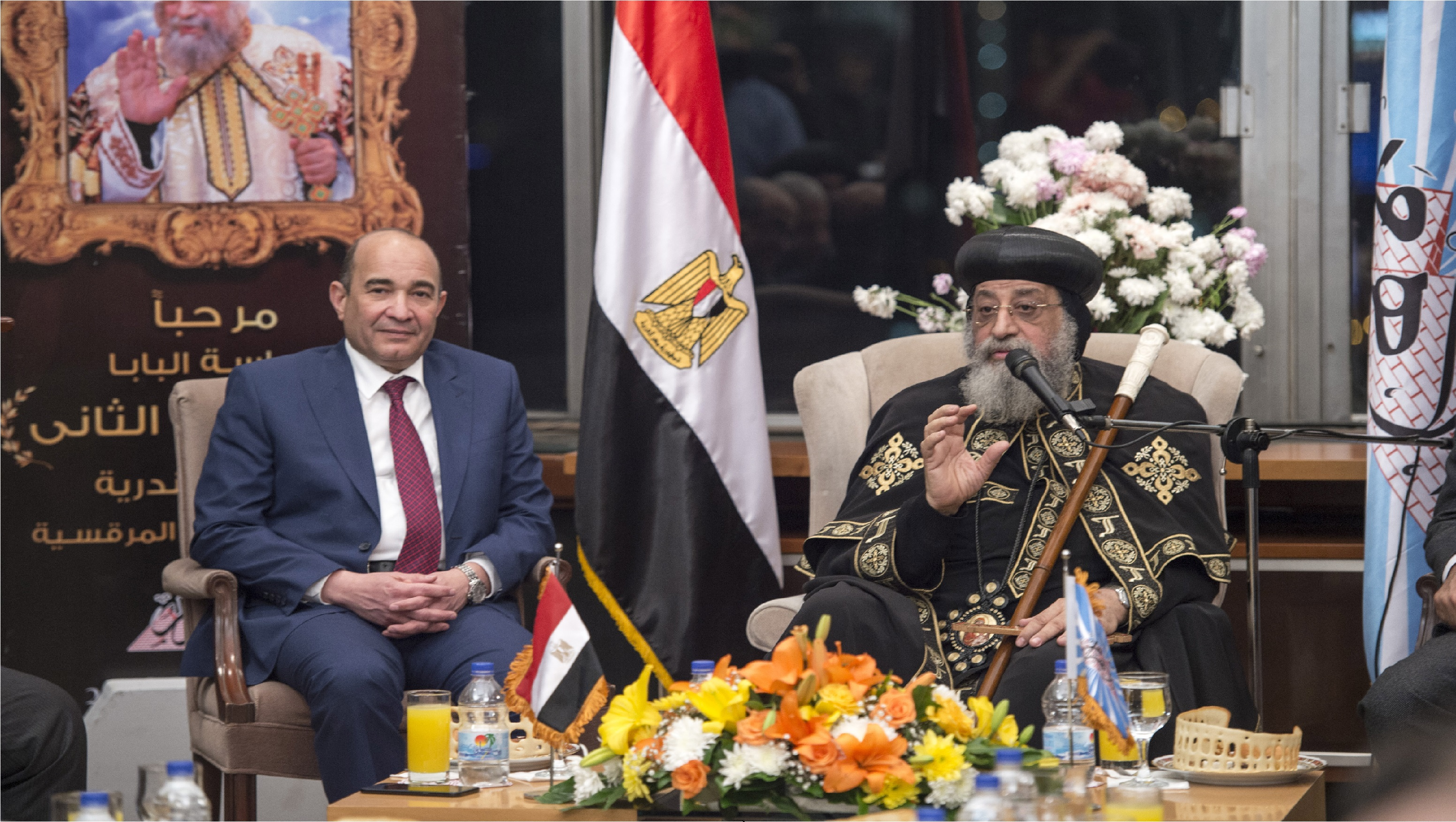
في الزيارة التاريخية للبابا تواضروس بابا الإسكندرية وبطريرك الكرازة المرقسية لجريدة الأهرام

ألقى علاء ثابت محاضرات عدة في عدد من الجامعات المصرية والعربية وكان منها محاضرة بعنوان «مستقبل الصحافة الورقية في الوطن العربى» التي نظمها مركز الملك فيصل للبحوث والدراسات الإسلامية بالسعودية في 22 أكتوبر 2018، حيث أكد فيها أن أي وسيلة إعلامية حديثة لا تؤدى إلى انقراض الوسائل الأقدم منها، كما أن الصحافة الإلكترونية لا تلغى الصحافة الورقية حيث قدم مجموعة من
الحلول للحفاظ على الصحافة الورقية ومواكبه الصحافة الرقمية، وكان منها أن تتجه الصحافة الورقية إلى تنويع نشاطاتها الإعلامية، إضافة إلى مجاراة الصحف الإلكترونية في المحتوى المميز لجذب الجمهور. مع الحفاظ على الشخصية المستقلة للصحف الإلكترونية التي تطورت لتكون بوابات إخبارية وإعلامية وترفيهية ذات شخصية مستقلة. بجانب تدريب وتطوير المحررين على التعامل مع معطيات ومتطلبات العصر الرقمى بكل أدواته الحديثة، وإفساح المجال للصحافة الاستقصائية والتحليلية والتقريرية بحيث تتحول الصحافة الورقية إلى صحافة العمق والتعامل مع الرقمى بشكل يناسب الإيقاع السريع الذي يتميز به، والاهتمام بما يريده الجمهور من موضوعات منوعة، وتطوير صحافة الخدمات، والتفاعل مع القراء.
1. ↑  البهنساوى، أحمد (31 مايو 2017). "بروفايل: علاء .. «ثابت» الخطى". الوطن. مؤرشف من الأصل في 2024-11-30. اطلع عليه بتاريخ 2025-07-20.
2. ↑  "السيرة الذاتية للكاتب علاء ثابت عضو الهيئة الوطنية للصحافة". بوابة الأهرام. مؤرشف من الأصل في 2024-12-14. اطلع عليه بتاريخ 2025-07-20.
3. ↑  "علاء ثابت وكيلا للهيئة الوطنية للصحافة ومروة نبيه أمينا عاما". اليوم السابع. 1 ديسمبر 2024. مؤرشف من الأصل في 2024-12-02. اطلع عليه بتاريخ 2025-07-20.
4. ↑  "أول تعليق من علاء ثابت بعد اختياره عضوًا بالهيئة الوطنية للصحافة". مصراوي.كوم. مؤرشف من الأصل في 2024-12-06. اطلع عليه بتاريخ 2025-07-20.
5. ↑  جعفر، محمد (25 نوفمبر 2024). "علاء ثابت بعد عضوية «الوطنية للصحافة»: مسؤولية كبيرة". الوطن. مؤرشف من الأصل في 2024-12-07. اطلع عليه بتاريخ 2025-07-20.
6. ↑  "حزب الوعي يعلن اللجنة التأسيسية المؤقتة". مصراوي.كوم. مؤرشف من الأصل في 2025-02-18. اطلع عليه بتاريخ 2025-07-20.
7. ↑  "علاء ثابت يحذر من استغلال الإخوان لـ«غضبة الصحفيين» بعد اقتحام نقابتهم" (بar-AR). Archived from the original on 2018-06-26. Retrieved 2018-05-01.{{استشهاد بخبر}}:  صيانة الاستشهاد: لغة غير مدعومة (link)
8. ↑  "صوت الحرية - الأهرام المسائي". massai.ahram.org.eg. مؤرشف من الأصل في 2018-04-22. اطلع عليه بتاريخ 2018-04-24.
9. ↑  "علاء ثابت: نخلع أردية السياسة على باب نقابة الصحفيين". 17 مارس 2017. مؤرشف من الأصل في 2018-06-26. اطلع عليه بتاريخ 2018-05-01.
10. ↑  "علاء ثابت يعتذر عن الترشح لمجلس نقابة الصحفيين في الانتخابات القادمة - اليوم السابع". اليوم السابع (بar-Ar). 10 Feb 2017. Archived from the original on 2018-06-26. Retrieved 2018-05-01.{{استشهاد بخبر}}:  صيانة الاستشهاد: لغة غير مدعومة (link)
11. 1 2  "المزايدات باسم القدس!". الأهرام اليومي. مؤرشف من الأصل في 2018-04-27. اطلع عليه بتاريخ 2018-04-26.
12. ↑  "علاء ثابت يطالب باستبعاد نقيب الصيادلة من مجلس أمناء جامعة الأهرام الكندية". صدى البلد. 23 ديسمبر 2018. مؤرشف من الأصل في 2019-04-28. اطلع عليه بتاريخ 2019-04-28.
13. ↑  "مطالب باستبعاد نقيب الصيادلة من أمناء جامعة الأهرام الكندية". البوابة نيوز. مؤرشف من الأصل في 2019-04-28. اطلع عليه بتاريخ 2019-04-28.
14. 1 2  "«هيومان رايتس»والأشياء التى لا تصدق". الأهرام اليومي. مؤرشف من الأصل في 2018-04-27. اطلع عليه بتاريخ 2018-04-26.
15. ↑  "«الأهرام» ترعى مايكل حداد في رحلته إلى القطب الشمالى". الأهرام اليومي. مؤرشف من الأصل في 2018-11-22. اطلع عليه بتاريخ 2019-06-09.
16. ↑  "«الوطنية للصحافة»: مهمتنا تطوير المؤسسات القومية وتعيين رؤسائها". 11 أبريل 2017. مؤرشف من الأصل في 2018-06-22. اطلع عليه بتاريخ 2018-04-24.
17. ↑  "صوت الحرية - الأهرام المسائي". massai.ahram.org.eg. مؤرشف من الأصل في 2018-04-22. اطلع عليه بتاريخ 2018-04-22.
18. ↑  ماسبيرو أطفال (30 يناير 2016)، من قصص الأنبياء: قصة سيدنا عُزَير عليه السلام، مؤرشف من الأصل في 2020-01-09، اطلع عليه بتاريخ 2018-04-24
19. ↑  "زينب زمزم - إخراج - فيلموجرافيا، صور، فيديو". elCinema.com. مؤرشف من الأصل في 2018-06-22. اطلع عليه بتاريخ 2018-04-24.
20. ↑  "«نبى الرحمة».. فيلم كارتون للرد على الرسوم المسيئة". 23 يناير 2015. مؤرشف من الأصل في 2018-06-22. اطلع عليه بتاريخ 2018-04-24.
21. ↑  Thabet، Alaa (2006). Ministry of Higher Education. Al-Ahram Center for Political et Strategic Studies. ISBN:9789772273485. مؤرشف من الأصل في 2018-04-25.
22. ↑  "مسئوليات الإعلام في معركة الإرهاب - الأهرام المسائي". massai.ahram.org.eg. مؤرشف من الأصل في 2018-08-07. اطلع عليه بتاريخ 2018-04-26.
23. ↑  "«فوضى الفتاوى»وتجديد الخطاب الدينى". الأهرام اليومي. مؤرشف من الأصل في 2018-06-23. اطلع عليه بتاريخ 2018-04-26.
24. ↑  "الإصلاح الاقتصادي.. الممكن والضروري - الأهرام المسائي". massai.ahram.org.eg. مؤرشف من الأصل في 2018-04-27. اطلع عليه بتاريخ 2018-04-26.
25. ↑  "«الجارديان» والرفق بالإرهاب!". الأهرام اليومي. مؤرشف من الأصل في 2018-04-10. اطلع عليه بتاريخ 2018-04-26.
26. ↑  "ترامب وتفجير المنطقة". الأهرام اليومي. مؤرشف من الأصل في 2018-06-27. اطلع عليه بتاريخ 2018-04-26.
27. ↑  "«المشاركة» حين تصبح فرض عين". الأهرام اليومي. مؤرشف من الأصل في 2018-06-17. اطلع عليه بتاريخ 2018-04-26.
28. ↑  "سماسرة نتائج الثانوية العامة - الأهرام المسائي". massai.ahram.org.eg. مؤرشف من الأصل في 2018-04-27. اطلع عليه بتاريخ 2018-04-26.
29. ↑  "المستقبل.. أو وزير التعليم! - الأهرام المسائي". massai.ahram.org.eg. مؤرشف من الأصل في 2018-04-27. اطلع عليه بتاريخ 2018-04-26.
30. ↑  "الرئيسية - الأهرام اليومي". www.ahram.org.eg. مؤرشف من الأصل في 2019-05-22. اطلع عليه بتاريخ 2018-04-26.
31. ↑  "الأهرام العربى الأولى..وتكريم عبدالعزيز وعبدالخالق في «جوائز نوال عمر»". الأهرام اليومي. مؤرشف من الأصل في 2018-10-20. اطلع عليه بتاريخ 2019-06-09.
32. ↑  سمير, ريهام. "صالون عن مستقبل تطوير التعليم العالى بمصر بمؤسسة الأهرام". fphe.bu.edu.eg (بar-aa). Archived from the original on 2019-06-09. Retrieved 2019-06-09.{{استشهاد ويب}}:  صيانة الاستشهاد: لغة غير مدعومة (link)
33. ↑  الله، أحمد أبو ضيف وحسين عوض (12 ديسمبر 2018). "رئيس تحرير «الأهرام»: جامعة القاهرة سبقت جامعات أوروبية في تطوير الفكر". الوطن. مؤرشف من الأصل في 2019-06-09. اطلع عليه بتاريخ 2019-06-09.
34. ↑  "علاء ثابت: الجامعات نقطة مضيئة في عملية الثقافة والتنوير.. ولابد من عودة دورها". بوابة الأهرام. مؤرشف من الأصل في 2019-06-09. اطلع عليه بتاريخ 2019-06-09.
35. ↑  "علاء ثابت: التعليم يجب أن يؤهل الطالب لحل المشكلات وليس لإيجاد فرصة عمل فقط". صدى البلد. 12 ديسمبر 2018. مؤرشف من الأصل في 2019-06-09. اطلع عليه بتاريخ 2019-06-09.
36. ↑  KFCRIS (25 أكتوبر 2018)، محاضرة «مستقبل الصحافة الورقية في الوطن العربي» رئيس تحرير صحيفة الأهرام علاء ثابت، مؤرشف من الأصل في 2020-01-09، اطلع عليه بتاريخ 2019-06-09
37. ↑  "مركز الملك فيصل للبحوث والدراسات الإسلامية". kfcris.com. مؤرشف من الأصل في 2019-06-09. اطلع عليه بتاريخ 2019-06-09.
38. ↑  editor25 (23 أكتوبر 2018). "مستقبل الصحافة الورقية في الوطن العربي.. الأمل في الاستقصاء والتحليل للاستمرار". صحيفة المواطن الإلكترونية. مؤرشف من الأصل في 2020-01-09. اطلع عليه بتاريخ 2019-06-09. {{استشهاد ويب}}: |الأخير= باسم عام (مساعدة)صيانة الاستشهاد: أسماء عددية: قائمة المؤلفين (link)

1. ↑  "مسئوليات الإعلام في معركة الإرهاب - الأهرام المسائي". massai.ahram.org.eg. مؤرشف من الأصل في 2018-08-07. اطلع عليه بتاريخ 2018-04-07.